# Крушперова палата у Сомбору
Крушперова палата у Сомбору грађена је у периоду од 1771. до 1774. године и заједно са Пашином кулом, са којом данас чини једну грађевинску целину, представља непокретно културно добро као споменик културе од великог значаја.

## Изглед зграде
Зграду је подигао Паул Крушпер де Варбо, управник царско државних добара у Бачкој и Срему, као породичну једноспратницу непосредно уз Пашину кулу. Кула је вероватно једини видљив остатак средњовековног утврђења, које је свакако задржало своју одбрамбену функцију и у време турске присутности у Сомбору. Помиње је и Евлија Челебија. Архитектура палате је једноставних скромних облика и декорације фасада.
Симетрично је решена са низом отвора – лучних у приземљу и правоугаоних на спрату. Хоризонтална подела је потенцирана потпрозорним венцем у висини парапета приземља и парапета спрата, као и поткровним венцем. Доградњом мањег тракта палата је функционално спојена са кулом и чине целину. Кула је скоро квадратне основе. Има приземље и два спрата, дебелих зидова.
Обе зграде данас користи Историјски архив.
Конзерваторски радови изведени су 1991. године.